# كينيث لويس براون
كينيث لويس براون (بالإنجليزية: Kenneth Lewis Brown)‏ هو عالم في علم الإنسان أميركي ولد عام 1936 في مدينة لوس أنجلوس في ولاية كاليفورنيا. تخصص في سكان مدينة سلا المغربية وألف أطروحة عنهم يحمل عنوان "أهل سلا الثابت و المتحول 1930-1830"

## سيرة
درس في جامعة شيكاغو ثم حصل على شهادة الدكتوراه في الدراسات الإسلامية من جامعة كاليفورنيا بلوس أنجلس وذلك بموجب أطروحة ألفها عن سكان مدينة سلا المغربية، ثم بدأ يدرّس في جامعة مانشستر في المملكة المتحدة من 1971 إلى 1992. أسس مجلة Méditerranéennes (متوسطيون) ويديرها وهو يسكن في مارسيليا حاليا.

## أعمال
- People of Salé: Tradition and Change in a Moroccan City, 1830-1930 (بالإنجليزية). Harvard University Press. 1976. pp. 265. ISBN:9780674661554.  People of Salé: Tradition and Change in a Moroccan City, 1830-1930 (بالإنجليزية). Harvard University Press. 1976. pp. 265. ISBN:9780674661554.  People of Salé: Tradition and Change in a Moroccan City, 1830-1930 (بالإنجليزية). Harvard University Press. 1976. pp. 265. ISBN:9780674661554. People of Salé: Tradition and Change in a Moroccan City, 1830-1930 (بالإنجليزية). Harvard University Press. 1976. pp. 265. ISBN:9780674661554. قالب:Commentaire biblio
- L'Irak de la crise au chaos. Ibis Press. 2004. ص. 321. ISBN:9782910728397.  L'Irak de la crise au chaos. Ibis Press. 2004. ص. 321. ISBN:9782910728397.  L'Irak de la crise au chaos. Ibis Press. 2004. ص. 321. ISBN:9782910728397. L'Irak de la crise au chaos. Ibis Press. 2004. ص. 321. ISBN:9782910728397. قالب:Commentaire biblio